# Fresnes (Loir-et-Cher)
Fresnes település Franciaországban, Loir-et-Cher megyében. Lakosainak száma 1199 fő (2022. január 1.). Fresnes Cheverny, Cormeray és Le Controis-en-Sologne községekkel határos.

## Népesség
A település népességének változása:
| Lakosok száma | 505  | 668  | 683  | 959  | 1136 | 1140 | 1145 | 1145 | 1173 | 1199 |
|               | 1968 | 1982 | 1990 | 2006 | 2013 | 2015 | 2017 | 2019 | 2020 | 2022 |